# Panton Chair
De Panton Chair is een Monobloc stoel en een van de bekendste ontwerpen van de Deense ontwerper Verner Panton.

## Beschrijving
De Panton chair is een kunststoffen stoel die in verschillende kleuren wordt geproduceerd. Er bestaan matte en glanzende versies. De stoel was de eerste stoel die gemaakt werd uit één stuk doorlopende, golvende kunststof.

## Geschiedenis
Verner Panton ontwierp de naar hem genaamde stoel in 1959, geïnspireerd door het ontwerp van de Zigzagstoel van Gerrit Rietveld (1932). Het werd een icoon van de jaren 60. Hij werd onder meer uitgebracht bij Herman Miller en wordt tegenwoordig door Vitra verdeeld. Deze speciale S-vorm wordt vaak nagemaakt.
Tegen het eind van de 20ste eeuw werd de Panton chair opnieuw in productie gebracht en in 2006 kwam er ook een kinderversie op de markt.